# Бондарко, Михаил Владимирович
Михаи́л Влади́мирович Бонда́рко (род. 21 августа 1977) — российский математик, доктор физико-математических наук (2006), профессор РАН (2016).

## Биография
Сын математика В. А. Бондарко, внук лингвистов А. В. Бондарко и Л. В. Бондарко.
Золотой медалист Международной олимпиады по математике в 1993 и 1994 годах.
Окончил физико-математический лицей № 239 Санкт-Петербурга (1994 г.), математико-механический факультет СПбГУ (1999) и его аспирантуру (2002).
С 2002 года на научной и преподавательской работе в СПбГУ, в настоящее время — профессор кафедры высшей алгебры и теории чисел.

## Научная деятельность
Область исследований: мотивы, весовые структуры, триангулированные категории.
Профессиональные достижения:
- разработал теорию весовых структур для триангулированных категорий;
- построил ряд мотивных и алгебро-топологических примеров весовых структур.
- определил так называемые весовые фильтрации и спектральные последовательности весов, обобщающие весовые спектральные последовательности и фильтрации Делиня, спектральные последовательности коразмерности носителя и Атьи-Хирцебруха.

Лауреат премии Пьера Делиня (2006).

## Публикации
Диссертации:
- «Структура идеалов как модулей Галуа[англ.]» : дисс. … кандидата физико-математических наук : 01.01.06 — Санкт-Петербург, 2000. — 84 с.
- «Явные конструкции в теории формальных групп и конечных групповых схем[англ.] и их приложения к арифметической геометрии» : дисс. … доктора физико-математических наук : 01.01.06. — Санкт-Петербург, 2006. — 225 с.

Некоторые статьи:
- Mikhail V. Bondarko, «Weight structures vs. t-structures; weight filtrations, spectral sequences, and complexes (for motives and in general)», Journal of K-Theory, 6:3 (2010), 387—504
- Mikhail V. Bondarko, «Differential graded motives: weight complex, weight filtrations and spectral sequences for realizations; Voevodsky versus Hanamura», Journal of the Institute of Mathematics of Jussieu, 8:1 (2009), 39-97
- Mikhail V. Bondarko, «Motivically Functorial Coniveau Spectral Sequences; Direct Summands of Cohomology of Function Fields», Documenta Mathematica, 2010, Suslin’s volume, 33-117